# Saṃsāra

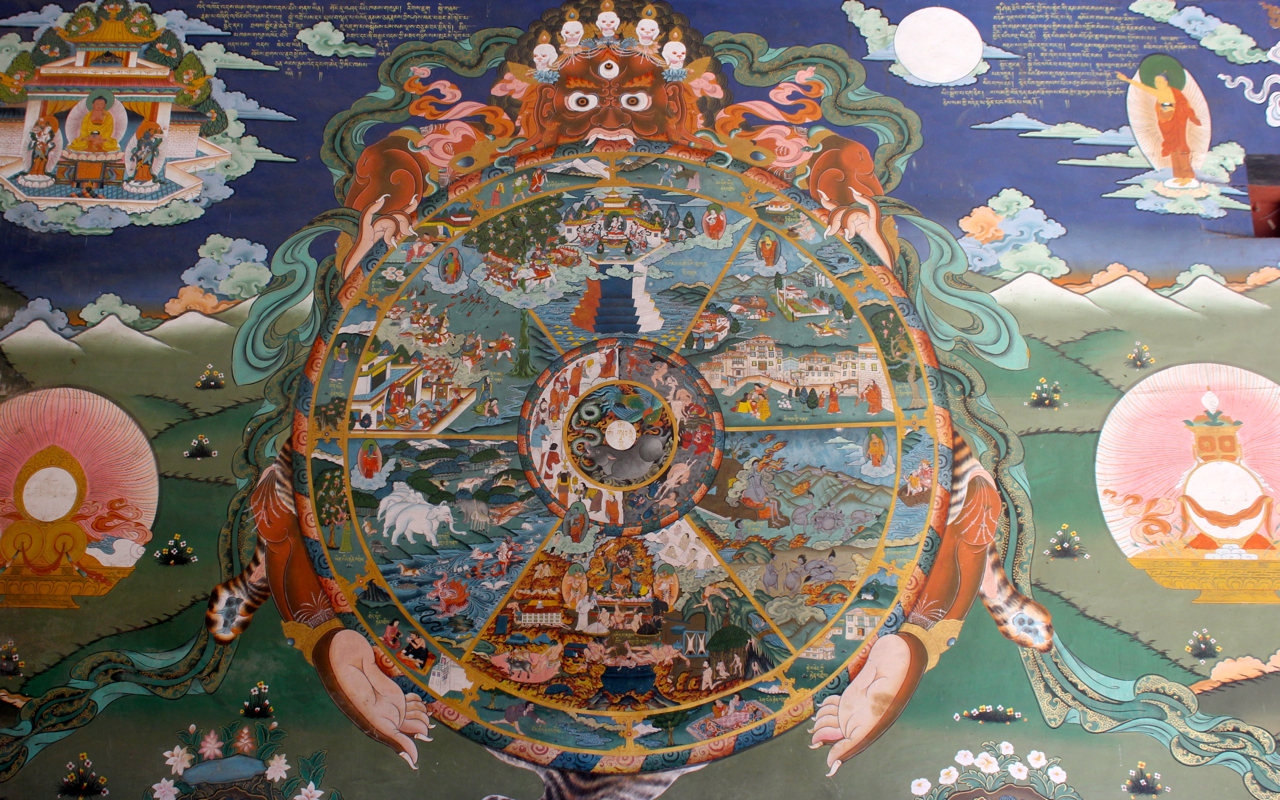
Roata vieții

Saṃsāra (în sanscrită संसार) este un cuvânt sanscrit care înseamnă „rătăcire”, cu sensul de ciclicitate nesfârșită a existenței în hinduism, budism, jainism, sikhism și alte religii înrudite cu acestea. El se referă, de asemenea, la conceptul de renaștere și de „ciclicitate a vieții, materiei, existenței”, o ipoteză fundamentală a majorității religiilor indiene. Pe scurt, este ciclul morții și al renașterii. Saṃsāra este menționat uneori în asociere cu termeni sau expresii precum transmigrare, ciclu karmic, reîncarnare și „ciclul existenței pământești și al rătăcirii fără vreun scop”.
Conceptul Saṃsāra își are rădăcinile în literatura postvedică; această teorie nu este însă discutată în Vede. El apare într-o formă dezvoltată, dar fără detalii mecanistice, în cele mai vechi texte ale Upanișadelor Expunerea completă a doctrinei Saṃsāra se regăsește în religiile sramanice precum budismul și jainismul, precum și în diversele școli de filozofie hinduistă apărute în cea de-a doua jumătate a mileniului I î.e.n. Doctrina Saṃsāra este asociată cu teoria Karma a religiilor indiene, iar eliberarea de Saṃsāra s-a aflat în centrul căutării spirituale a tradițiilor religioase indiene. Eliberarea de Saṃsāra este numită Moksha, Nirvana, Mukti sau Kaivalya.
Termenul de „samsara” este strâns legat de noțiunile de „avidya” și „karman”. Samsara desemnează circuitul existenței în lume pe baza formulei naștere-moarte-renaștere. Potrivit faptelor din viața anterioară, omul se reîncarnează, urmând ca și după această viață să urmeze o alta. Această lege fundamentală a transmigrației (samsara) are la bază gândirea religioasă și filozofia indiană.

## Legături externe
- Samsara (Hinduism) Arhivat în 4 noiembrie 2020, la Wayback Machine., Georgetown University
- Reincarnation: A Simple Explanation
- The Wheel of Life, C. George Boeree, Shippensburg University
- The difference between Samsara and Nirvana, Minnesota State University, Mankato
- Saṃsāra and Rebirth, Buddhism, Oxford Bibliographies